# Náměstí Černé hvězdy
Náměstí Černé hvězdy (Black Star Square) nebo také Náměstí Nezávislosti (Independence Square) je veřejné prostranství v centru ghanského hlavního města Akkry. S rozlohou 98 000 m² je největším náměstím v Africe. Leží mezi Třídou 28. února a ulicí Marine Drive, která je odděluje od pobřeží Guinejského zálivu. V jeho sousedství se nachází sportovní stadion Ohene Djan, park s Nkrumahovým mauzoleem a chrám Novoapoštolské církve. 
Náměstí vzniklo v roce 1961, kdy Ghanu navštívila Alžběta II. Jeho výstavbu inicioval tehdejší prezident Kwame Nkrumah a autorem návrhu byl architekt Theo Lawson. Náměstí bylo pojmenováno po panafrickém symbolu černé hvězdy, který zavedl Marcus Garvey a který se nachází na ghanské státní vlajce i znaku. 
Po stranách náměstí bylo vybudováno osm tribun s celkovou kapacitou třicet tisíc návštěvníků. Rozlehlá plocha je využívána k různým manifestacím a koncertům, nejdůležitější akcí je každoroční přehlídka ve výročí ghanské nezávislosti 6. března. Konaly se zde také státní pohřby prezidentů Jerryho Rawlingse a Johna Atty Millse. Při státní návštěvě Billa Clintona v roce 1998 zaplnilo náměstí rekordních 500 000 osob.
Na Black Star Square se nachází Oblouk nezávislosti z roku 1957 s věčným ohněm a také Památník osvobození, připomínající oběti srážek s koloniální armádou v únoru 1948. Uprostřed kruhového objezdu v severní části náměstí stojí Brána černé hvězdy s fontánami. Místo je pro turisty volně přístupné, avšak je třeba dodržovat zákaz fotografování u Oblouku nezávislosti. 